# كأس الاتحاد الآسيوي 2006
2006 كأس الاتحاد الآسيوي هو الموسم 3 من كأس الاتحاد الآسيوي. أشرف على تنظيمه الاتحاد الآسيوي لكرة القدم، وفاز فيه النادي الفيصلي.